# Kramp (Landtechnik)
Die Kramp BV mit Hauptsitz in Varsseveld ist eine der größten Handelsgesellschaft für landtechnische Teile in Europa. Schwerpunkt ist die Belieferung von Ersatzteilen für die Landwirtschaft an Wiederverkäufer sowie an Industriekunden wie Bau-, Forst- oder Gartengerätehersteller.
Gegründet wurde sie von dem Niederländer Gerrit Johann Kramp. Durch den Bau des im Jahre 2009 fertiggestellten Zentrallagers in Strullendorf bei Bamberg konzentriert sich die Krampgruppe auf einen Standort zur Belieferung der Kunden in Deutschland, Österreich und der Schweiz. Zuvor fand der Versand von drei verschiedenen Standpunkten aus statt: Hamminkeln, Torgau und
Bayreuth.